# Homard Newberg
Le homard Newberg (également orthographié homard Newburg ou homard Newburgh) est un plat de fruits de mer américain à base de homard, de beurre, de crème, de cognac, de sherry et d'œufs, avec un ingrédient secret qui s'avère être le poivre de Cayenne. Une légende moderne sans sources primaires ou anciennes affirme que le plat a été inventé par Ben Wenberg, un capitaine de navire dans le commerce des fruits. On dit qu'en 1876, il présenta le plat à Charles Delmonico directeur du restaurant Delmonico (en) de New York. Le chef, Charles Ranhofer, y apporta quelques améliorations et la création fut ajoutée au menu du restaurant sous le nom de « homard à la Wenberg » et il est vite devenu très populaire.
La légende dit aussi qu'une dispute entre Wenberg et Charles Delmonico obligea à retirer le plat du menu mais que, pour satisfaire les demandes continues des clients, le nom fut remplacé par son anagramme « homard à la Newberg » ou « homard Newberg », en inversant le "w" et le "n".
Cependant, comme l'a écrit l'historienne culinaire Jan Whitaker, le homard newberg est simplement l'ajout de homard à une sauce d'inspiration française d'un type déjà courant dans la cuisine américaine des années 1870. Aucun processus clair d'invention n'a eu lieu. Les premières mentions du plat dans les périodiques américains l'épellent à la fois « Newberg » et « Newburg », sans faire référence à une personne ou à un endroit spécifique pour lequel il a été nommé. Parmi les nombreux menus de Delmonico qui ont survécu à la fin du XIXe siècle, aucun n'inclut un plat décrit sous le nom de « Homard Wenberg ».
Il est encore très populaire et se trouve dans les livres de cuisine français. Dans la recette de Ranhofer, imprimée pour la première fois en 1894, les homards étaient bouillis pendant vingt-cinq minutes, puis frits dans du beurre clarifié, puis mijotés dans de la crème réduite de moitié, puis portés à nouveau à ébullition après l'ajout de Madère.

## Plats similaires
Le homard Newberg est apparenté au homard Thermidor, un plat similaire, de la cuisine française, à base de chair de homard cuite avec des œufs, du cognac et du xérès apparu dans les années 1890.

## Allusion littéraire
Le livre Sexus de l'écrivain américain Henry Miller fait référence au homard Newberg  dans cette phrase « It was a suicidal period which began with cockroaches and hot pastrami sandwiches and ended a la Newberg in a cubby-hole on Riverside Drive where Mrs. Kronski the Second began her thankless task of illustrating a vast cycloramic appendix to the insanities »

Or, dans l'édition française, la phrase fut traduite, par « Ce fut une ère de suicide qui débuta par les blattes et les sandwiches chauds au pastrami, pour se terminer en bouillabaisse, dans une tanière de Riverside Drive où Mme Kronski 2 entreprit la tâche ingrate d'illustrer un vaste appendice cycloramique au dictionnaire des aliénations mentales. ».
La traduction de « a la Newberg » par « en bouillabaisse » ne fait évidemment pas référence au célèbre plat de la cuisine provençale mais au sens figuré du mot « mélange confus d’éléments disparates ».